# 茨城キリスト教大学
茨城キリスト教大学（いばらきキリストきょうだいがく、英語: Ibaraki Christian University）は、茨城県日立市大みか町6-11-1に本部を置く日本の私立大学。1949年創立、1967年大学設置。大学の略称はIC、茨キリ（いばきり）、シオン。

## 概観
第二次世界大戦後の1949年、茨城県日立市のクリスチャンとチャーチ・オブ・クライスト（キリストの教会）のアメリカ人キリスト教宣教師たちにより設立された大学である。
多賀キリストの教会の付属教育機関として設置されていた夜学校や幼稚園を前身に、シオンカレッジを開校。その後、茨城キリスト教学園と名称を変更、1967年大学文学部を設置し、単科大学としてスタートした。かつてあった文学部キリスト教学科は、「キリストの教会 (無楽器派)」の牧師を養成する神学校だった。
1995年に大学院文学研究科、2000年に生活科学部を、2004年に看護学部を、2011年には経営学部、大学院生活科学研究科及び看護学研究科を開設。現在は4学部7学科1学環と、3研究科を持つ大学となっている。
日本で初めて片仮名で大学名にキリスト教を付けた大学である。

### 教育理念
我らが学園の教育理念
茨城キリスト教学園は
キリスト教の精神に基き、
謙虚に真理を追求し、
公正を尊び、真の隣人愛をもって
人と社会に進んで奉仕し
人類の福祉と世界の平和に貢献する
人間の育成を目的とする

## 沿革
- 1947年
  - 2月11日 多賀キリスト教会献堂式。教会付属として多賀学園設立
  - 3月1日 宗教法人多賀キリスト教会設立登記
  - 5月1日 財団法人シオン学園設立登記。多賀キリスト教会バイブルクラス開始
  - 5月15日 シオン夜学校開校（初等教育、中等英語）
  - 6月1日 シオン学園幼稚園開園
  - 11月16日 学園設立の祈祷を行う
- 1948年
  - 1月16日 財団法人シオン学園設立申請
  - 2月13日 財団法人シオン学園設立認可
  - 3月31日 英語夜学校設置認可（各種学校）
  - 4月13日 財団法人シオン学園設立登記認可
  - 4月19日 シオン学園高等部開校
  - 6月1日 石内幼稚園開園
  - 8月28日 シオン学園 多賀幼稚園認可
- 1949年
  - 3月31日 シオンカレッヂ設立認可
  - 4月18日 シオン学園カレッヂ開校式
  - 9月27日 シオン学園 多賀幼稚園を茨城キリスト教学園 多賀幼稚園に名称変更
  - 11月26日 シオン学園高等部を茨城キリスト教学園高等学校に名称変更
  - 12月27日 寄付行為変更認可。財団法人シオン学園を財団法人茨城キリスト教学園と改称
- 1950年
  - 3月14日 茨城キリスト教短期大学設立認可（旧・シオンカレッヂ）（教養科、英語科）
  - 11月20日 財団法人茨城キリスト教学園日立幼稚園、財団法人茨城キリスト教学園石内幼稚園認可
  - 11月25日 シオンカレッヂ廃止
- 1951年
  - 1月24日 私立学校法の施行に伴い学校法人の設立登記
  - 1月31日 短期大学に家政科設置認可
  - 2月28日 法人組織変更認可。財団法人キリスト教学園を学校法人キリスト教学園に改組
  - 3月31日 英語夜学校廃止認可
  - 5月11日 茨城キリスト教学園多賀幼稚園を茨城キリスト教学園幼稚園に、茨城キリスト教学園日立幼稚園を茨城キリスト教学園幼稚園日立分園に、茨城キリスト教学園石内幼稚園を茨城キリスト教学園幼稚園石内分園に名称変更
- 1953年
  - 10月17日 キリスト教聖児園開園
- 1957年
  - 4月1日 高萩聖児園と合併
- 1958年
  - 4月1日 茨城キリスト教学園幼稚園をキリスト教聖児幼稚園に名称変更
- 1962年
  - 3月31日 茨城キリスト教学園中学校設置認可
- 1963年
  - 10月1日 茨城キリスト教学園高萩幼稚園設置認可
- 1964年
  - 4月1日 幼稚園石内分園、独立採算経営となる
- 1967年
  - 1月23日 茨城キリスト教大学設置認可（文学部キリスト教学科、英語英米文学科）
  - 4月1日 茨城キリスト教大学開学。文学部キリスト教学科、英語英米文学科設置
  - 4月20日 大学開校式
  - 11月16日 創立20周年記念式典（創立記念日を1947年11月16日と決める）
- 1971年
  - 4月1日 文学部キリスト教学科に社会福祉コースを設置
- 1973年
  - 3月31日 石内幼稚園の設置者を学校法人茨城キリスト教学園から個人へと設置者変更
- 1974年
  - 1月10日 短期大学に日本文学科設置認可
- 1982年
  - 1月16日 文学部児童教育学科設置認可
  - 4月1日 文学部児童教育学科開設
- 1988年
  - 1月5日 短期大学の家政科を生活文化学科に名称変更
  - 3月28日 短期大学の教養科を教養学科に名称変更
- 1989年
  - 9月14日 短期大学名称変更届受理される
- 1990年
  - 4月1日 茨城キリスト教短期大学をシオン短期大学と名称変更する
- 1995年
  - 3月16日 茨城キリスト教大学大学院設置認可（文学研究科英語英米文学専攻、教育学専攻）
  - 4月1日 茨城キリスト教大学大学院開学。文学研究科英語英米文学専攻、教育学専攻
- 1997年
  - 12月19日 大学文学部文化交流学科設置認可
- 1998年
  - 4月1日 文学部文化交流学科開設
- 1999年
  - 6月30日 短期大学名称をシオン短期大学から茨城キリスト教大学短期大学部に変更認可
  - 12月22日 大学生活科学部人間福祉学科、食物健康科学科設置認可
- 2000年
  - 4月1日 生活科学部人間福祉学科・食物健康科学科開設。シオン短期大学を茨城キリスト教大学短期大学部に改称。文学部キリスト教学科、短期大学部生活文化学科の学生募集停止
  - 7月28日 短期大学部の日本文学科廃止認可
- 2002年
  - 7月30日 短期大学部の生活文化学科を廃止認可
- 2003年
  - 4月16日 大学文学部の英語英米文学科を現代英語学科に名称変更届出
  - 7月31日 大学収容定員変更認可（文学部児童教育学科を児童教育専攻、幼児保育専攻に専攻分離し、専攻別定員となる旨が認められる）
  - 11月27日 大学看護学部看護学科設置認可。大学看護学部看護学科を保健師学校及び看護師学校として認可
- 2004年
  - 3月30日 大学文学部児童教育学科幼児保育専攻を指定保育士養成施設として認可
  - 4月1日 看護学部看護学科を開設。文学部児童教育学科に児童教育専攻、幼児保育専攻を開設。文学部英語英米文学科を現代英語学科に改組・名称変更。短期大学部の学生募集停止
- 2005年
  - 3月31日 大学文学部キリスト教学科を廃止
- 2006年
  - 6月14日 茨城キリスト教大学短期大学廃止認可
  - 12月1日 認定こども園せいじ園認定
- 2010年
  - 3月31日 茨城キリスト教大学附属聖児幼稚園多賀園廃止認可
  - 4月1日 認定こども園みらい認定。茨城キリスト教大学附属聖児幼稚園大みか園、茨城キリスト教学園保育園設置認可
  - 7月1日 大学「サテライトIC」（サテライトキャンパス）を水戸駅前に設置
  - 10月29日 大学経営学部経営学科設置認可。大学院生活科学研究科食物健康科学専攻、看護学研究科看護学専攻設置認可。
- 2011年
  - 4月1日 大学経営学部経営学科開設。大学院生活科学研究科食物健康科学専攻、看護学研究科看護学専攻開設。
- 2012年
  - 4月25日 大学生活科学部人間福祉学科名称変更届出
  - 3月24日 茨城キリスト教大学附属聖児幼稚園高萩園閉園式
  - 3月30日 茨城キリスト教大学附属聖児幼稚園高萩園廃止認可
  - 4月25日 大学生活科学部の人間福祉学科を心理福祉学科に名称変更届出
- 2013年
  - 4月1日 大学生活科学部の人間福祉学科を心理福祉学科に名称変更
- 2015年
  - 11月11日 認定こども園せいじ園を茨城キリスト教大学附属認定こども園せいじ園に、認定こども園みらいを茨城キリスト教大学附属認定こども園みらい園に名称変更届出
- 2016年4月1日 認定こども園せいじ園を茨城キリスト教大学附属認定こども園せいじ園に、認定こども園みらいを茨城キリスト教大学附属認定こども園みらい園に名称変更
- 2017年
  - 4月30日 大学「サテライトIC」を閉所
- 2019年
  - 4月1日 大学院文学研究科教育学専攻学生募集停止
  - 5月24日 大学院生活科学研究科心理学専攻設置届出
- 2020年
  - 3月31日 大学院文学研究科教育学専攻廃止
  - 4月1日 大学院生活科学研究科心理学専攻開設

- 2022年
  - 11月29日 大学院 文学研究科 英語英米文学専攻 名称変更届出 文学研究科 英語英米文学専攻を文学研究科 英語コミュニケーション専攻に名称変更

- 2023年
  - 4月28日 大学 文学部 児童教育学科2専攻の統合に係る学則変更届出 文学部 児童教育学科 児童教育専攻 / 幼児保育専攻を文学部 児童教育学科
  - 7月25日 大学 未来教養学環 設置届出
- 2024年
  - 4月1日 大学 未来教養学環 開設

## 基礎データ

### 所在地
- 大みかキャンパス（茨城県日立市大みか町）

約13haの広大な面積を誇る大みかキャンパスには、認定こども園みらい園・中学校・高等学校・大学・大学院の校舎が立ち並ぶ。以前は日立製作所所有のゴルフ場「大みか倶楽部」の敷地であり、キャンパス各所には、大きな松の木や芝生が広がり、一部にはホールであった穴を発見できるなど、ゴルフ場であった面影を見ることができる。
現在も、隣接して大みか倶楽部は営業しているが、戦前18ホールあったコースは6ホールに減少している。
この他、大学付属認定こども園せいじ園が日立市助川町にある。

### 名称
茨城キリスト教大学(学園)は創立当初、シオンカレッジという名称であった。しかし、当時最盛期に達していたシオニズム運動が、国際社会から厳しい目で見られており、大学への理解にも誤解が生まれると考え、大学の理念が伝わるよう「キリスト」を入れた「茨城キリスト教～」に変更された。現在の大学名の英名は、「Ibaraki Christian University」であるが、略称を用いる場合「ICU」を使用すると「国際基督教大学(International Christian University)」とかぶるため、また、古くからの海外提携大学であるオクラホマクリスチャン大学(Oklahoma Christian University)が「OC」と称していることから、「IC」を使用している。

### 象徴
学章
1950年に制定された学章（学園徽章）は高田 正二郎氏によるデザインで登録商標である。開かれた聖書の上に十字架、そして「I.C.C」というイニシャルが記されたものである。
「開かれた聖書に高き十字架」のデザインは本学園らしさを象徴しており、「聖書は祭壇に飾られているようなものではなく、日常生活の中でつねに開かれ読まれるからこそ、神の生きた言葉として生活に生命を与える」というプロテスタントの精神を謳ったもので、現在も中学校・高等学校、そして2018年に移設された学園正門（JR常磐線大甕駅西口隣接）に掲げている。
また、大学附属の認定こども園には同じく登録商標の園章が存在する。
ロゴ
2004年に大学名「Ibaraki Christian University」の「IC」をスクールカラーで配置したロゴおよび、ロゴ文字（英字・和字）が制定された。このロゴは中学校・高等学校・認定こども園・学校法人のロゴと同一で、各設置校のロゴ文字が添えられていることが多い。
校歌
校歌や応援歌は存在しない。式典等の催しでは讃美歌が歌われる。幼稚園には園歌が、高等学校には生徒会歌が存在する。
カラー
スクールカラーは、「濃い青」である。
授業
「キリスト教概論」の講義は、全学科で必修となっている。

## 教育および研究
- 学環
  - 未来教養学環
- 学部
  - 文学部
    - 現代英語学科
    - 文化交流学科
    - 児童教育学科
      - 児童教育コース - 小学校教諭・幼稚園教諭の養成
      - 幼児教育コース - 保育士・幼稚園教諭の養成

  - 生活科学部
    - 心理福祉学科 - 社会福祉士・認定心理士・公認心理師の養成
    - 食物健康科学科 - 栄養士・管理栄養士・中高家庭科教諭・栄養教諭の養成

  - 看護学部
    - 看護学科 - 看護師・保健師の養成

  - 経営学部
    - 経営学科

- 大学院
  - 文学研究科（修士課程）
    - 英語英米文学専攻
    - 教育学専攻

  - 生活科学研究科（修士課程）
    - 食物健康科学専攻
    - 心理学専攻

  - 看護学研究科（修士課程）
    - 看護学専攻

- 認定こども園
  - 茨城キリスト教大学附属 認定こども園
    - みらい園
    - せいじ園

- 研究機関
  - カウンセリング子育て支援センター 
    - カウンセリング研究室 -　日本におけるカウンセリング研究発祥の地（カール・ロジャース派)
    - 子育て支援室

## 大学関係者

### 退職者
- 池田明良 - バリトン歌手

### 卒業生
- 星野由美子 - ミュージシャン
- 上原チョー - お笑い芸人、栃木県真岡市議会議員
- GO!皆川 - お笑い芸人
- 高尾利数 - 法政大学名誉教授
- 小林真秀 - フリークライマー
- バロン山崎 - ラジオDJ、司会者、声優

## 対外関係

### 教育機関
- 附属校
  - 茨城キリスト教大学附属 認定こども園 みらい園
  - 茨城キリスト教大学附属 認定こども園 せいじ園
- 系列校
  - 茨城キリスト教学園中学校・高等学校

- 提携校
  - オクラホマクリスチャン大学
  - カリフォルニア大学デイヴィス校
  - カリフォルニア大学リバーサイド校
  - ハワイ大学マノア校
  - アビリーン・クリスチャン大学
  - ファンショー大学
  - 天津師範大学
  - 南華大学
  - 明知大学校
  - 韓国キリスト教大学校
  - 韓瑞大学校
  - リンネ大学
  - ブレーメン州立大学
  - ヘンリー大学
  - クレモン=フェラン大学カヴィラム
  - ワイカト大学
  - ホーチミン市外国語情報技術大学
  - フエ大学外国語カレッジ
  - リアウ大学
  - アンコール大学
  - ビシケク人文大学
  - 沖縄大学
  - 放送大学

- 姉妹校
  -  アッシュランド大学

### 地域連携
- 茨城県那珂市との相互連携・協力協定[3]